# Gerbera
Gerbera ist der botanische und zugleich der deutsche Name einer Pflanzengattung und ihrer Züchtungen. Die Gattung Gerbera gehört zur Familie der Korbblütler (Asteraceae). Viele Sorten werden als Schnittblumen verwendet.

## Beschreibung

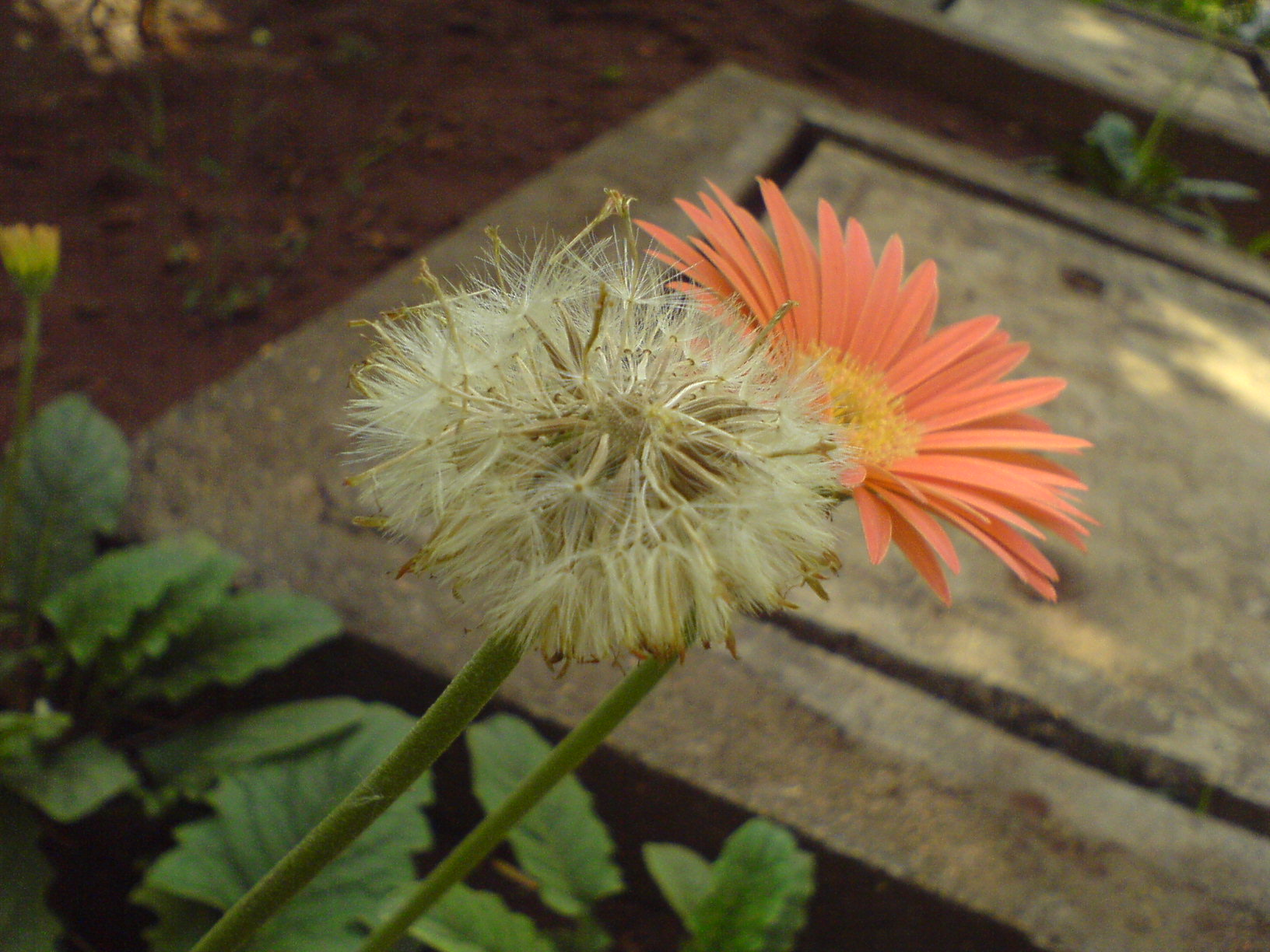
Gerbera, blühend und fruchtend

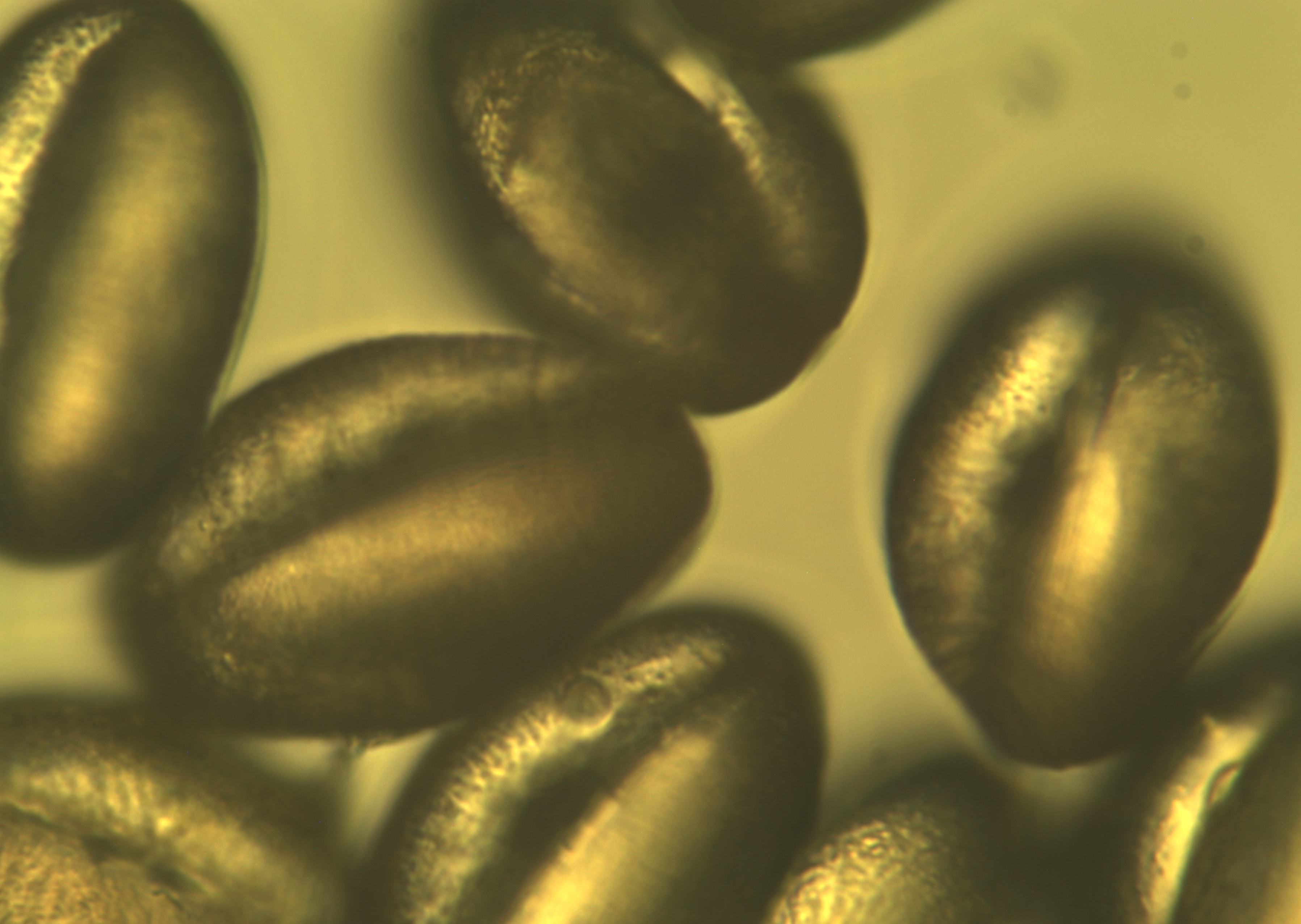
Pollen einer Gerbera-Art (400×)

### Vegetative Merkmale
Gerbera-Arten und -Sorten sind ausdauernde krautige Pflanzen. Es werden Rhizome als Überdauerungsorgane ausgebildet.
Die Laubblätter stehen in grundständigen Rosetten zusammen. Die pergamentartigen bis ledrigen Blattspreiten sind verkehrt-lanzettlich, länglich, verkehrt-eiförmig, eiförmig oder fast-kreisförmig und fiederlappig, fiederspaltig, fiederteilig oder meist einfach. Die Blattränder sind wellig, gezähnt bis gesägt. Die Laubblätter können behaart oder kahl sein.

### Generative Merkmale
Je Blattachsel wird auf einem schlanken Blütenstandsschaft, der keine, wenige bis viele Hochblätter besitzt, ein einzelner, endständiger körbchenförmigen Blütenstände gebildet; selten gibt es in einer Blattachsel mehr als einen Blütenkorb.
Das Involucrum ist verkehrt-konisch bis breit-glockenförmig. Es sind zwei bis drei oder mehr Reihen von Hüllblättern vorhanden, die sich dachziegelartig überdecken. Auf dem flachen, kahlen Blütenkorbboden sind keine Spreublätter vorhanden. Alle Blüten im Blütenkorb sind fertil. Es ist eine Reihe äußerer Blüten, die rein weiblich sind, vorhanden; meist besitzen sie Staminodien. Die inneren Blüten sind zwittrig oder funktional männlich. Die Kronröhre endet zweizipfelig.
Die stielrunden oder spindelförmigen Achänen sind vier- bis zehngerippt und kahl oder fein behaart. Der Pappus besteht aus rauen Borsten.
Die Chromosomenzahl beträgt 2n = 46 oder 50.

## Systematik und Verbreitung
Die Gattung Gerbera wurde 1758 durch Carl von Linné in Opera Varia in quibus continentur Fundamenta Boatica, Sponsalia Plantarum, et Systema Naturae 247 aufgestellt. Synonyme für Gerbera L. nom. cons. sind: Gerbera sect. Piloselloides Less., Atasites Neck., Berniera DC., Lasiopus Cass., Piloselloides (Less.) C.Jeffrey ex Cufod.
Die Gattung Gerbera gehört zur Tribus Mutisieae in der Unterfamilie Mutisioideae innerhalb der Familie Asteraceae.
Die Verbreitung der Gattung Gerbera ist rein altweltlich. Die etwa 30 Arten sind vor allem in Afrika, Madagaskar und im tropischen Asien verbreitet. Die meisten Arten (18 Arten) gibt es in Südafrika (nur wenige Arten kommen nur in der Capensis vor). Acht Arten gibt es nur auf Madagaskar und etwa sechs Arten sind in Asien verbreitet (Stand 2011).
Es gibt etwa 30 Gerbera-Arten:

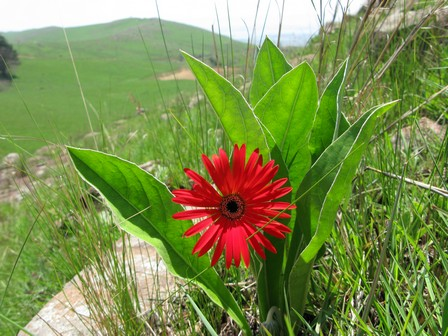
Gerbera aurantiaca im Habitat

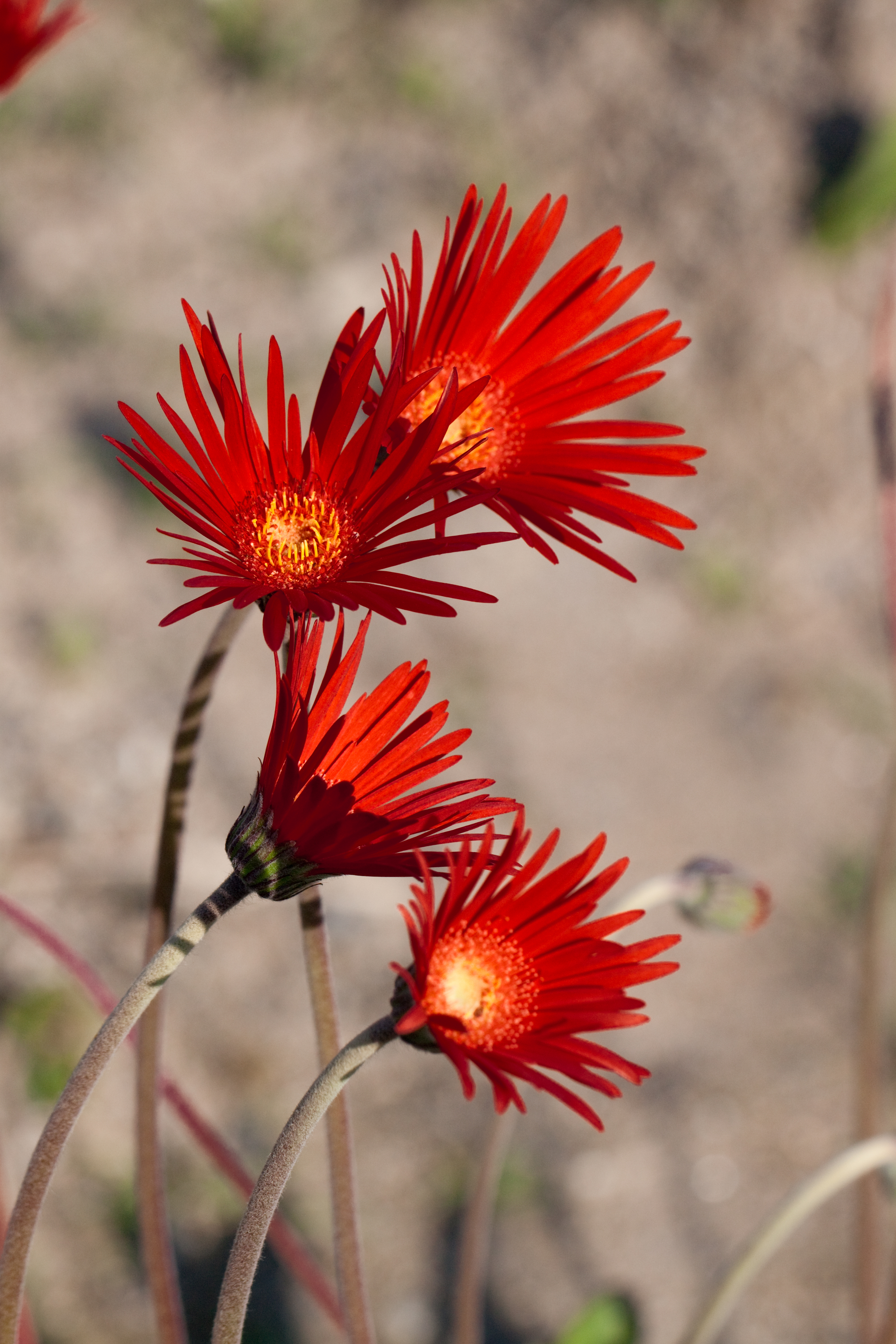
Gerbera jamesonii

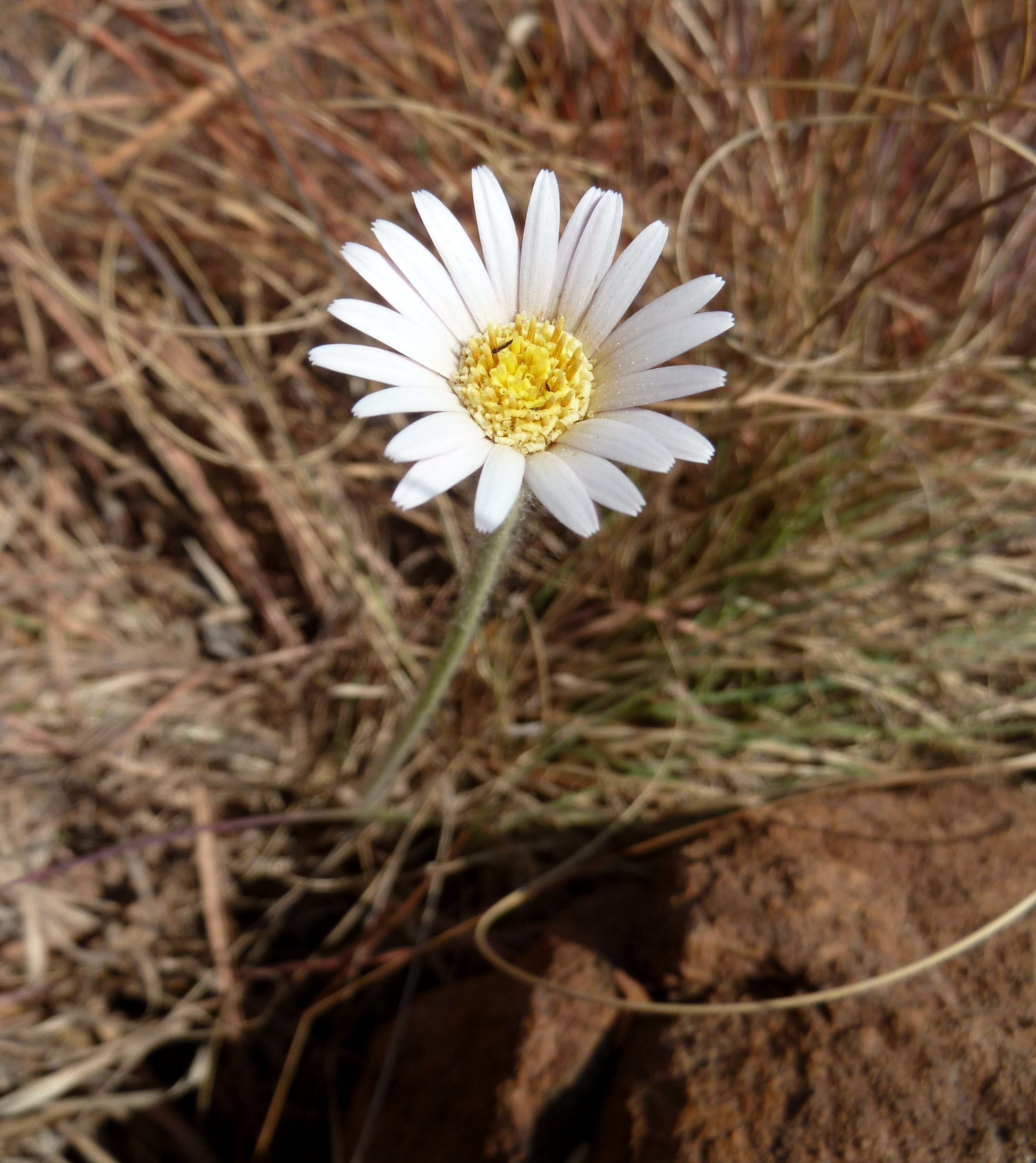
Gerbera viridifolia

- Gerbera ambigua (Cass.) Sch.Bip. (Syn.: Gerbera discolor Harv., Gerbera elegans Muschl., Gerbera kraussii Sch.Bip., Gerbera lynchii Dummer, Gerbera nervosa Sond.)[3] Sie ist vom tropischen bis ins südliche Afrika in Tansania, in der Demokratischen Republik Kongo, in Angola, Malawi, Mosambik, Sambia, Simbabwe, Lesotho, Eswatini und in den südafrikanischen Provinzen Free State, Gauteng, KwaZulu-Natal, Limpopo, Mpumalanga, North West sowie Ostkap weitverbreitet.[7][4][8]
- Gerbera aurantiaca Sch.Bip.[3] Diese gefährdete Art gedeiht nur in den KwaZulu-Natal Midlands, Carolina und Badplaas in den südafrikanischen Provinzen KwaZulu-Natal sowie Mpumalanga.[7]
- Gerbera bojeri (DC.) Sch.Bip. (Syn.: Gerbera podophylla Baker):[3] Sie kommt auf Inselbergen im zentralen Madagaskar nur in den Provinzen Antananarivo sowie Fianarantsoa vor.[5]
- Gerbera cordata (Thunb. Less.):[3] Sie kommt nur in der Capensis in den südafrikanischen Provinzen Ost- sowie Westkap vor.[7]
- Gerbera crocea (L.) Kuntze (Syn.: Gerbera burmanni Cass., Gerbera integralis Sond. ex Harv., Gerbera sinuata (Thunb.) Spreng.)[3] Dieser Endemit kommt nur in der südafrikanischen Provinz Westkap vor.[7]
- Gerbera delavayi Franch.:[3] Es gibt seit 2002 zwei Varietäten:[1]
  - Gerbera delavayi Franch. var. delavayi (Syn.: Gerbera uncinata Beauverd): Sie kommt im nördlichen Vietnam und in den chinesischen Provinzen Sichuan sowie Yunnan vor.[1]
  - Gerbera delavayi var. henryi (Dunn) C.Y.Wu & H.Peng (Syn.: Gerbera henryi Dunn): Seit 2002 hat sie den Rang einer Varietät. Sie gedeiht an Berghängen, an Waldrändern und in Wäldern in Höhenlagen von 1800 bis 3200 Metern in den chinesischen Provinzen Guizhou sowie Yunnan.[1]
- Gerbera diversifolia Humbert:[3] Sie kommt in Madagaskar nur in den Provinzen Antsiranana sowie Mahajanga vor.[5]
- Gerbera elliptica Humbert:[3] Sie kommt in Madagaskar in den Provinzen Antananarivo, Antsiranana, Fianarantsoa, Toamasina sowie Toliara vor.[5]
- Gerbera emirnensis Baker:[3] Sie ist nur von einem Fundort in Madagaskar in den Provinz Antananarivo bekannt.[5]
- Gerbera galpinii Klatt: Sie kommt in Eswatini und in den südafrikanischen Provinzen KwaZulu-Natal und Mpumalanga vor.[7][3][8]
- Gerbera gossypina (Royle) Beauverd:[3] Sie ist in Pakistan, im nördlichen Indien und von Kaschmir bis Nepal verbreitet.[9]
- Gerbera hintonii (Bullock) Katinas: Sie kommt im südlichen Mexiko vor in Höhenlagen zwischen 1800 und 2160 Metern.[10]
- Gerbera hypochaeridoides Baker:[3] Dieser Endemit ist nur von maximal fünf Fundorten im zentralen Madagaskar in der Provinz Antananarivo bekannt.[5]
- Gerbera jamesonii Bolus ex Adlam: Sie kommt in Eswatini und in den südafrikanischen Provinzen Gauteng, Limpopo und Mpumalanga vor.[7][3][8]
- Gerbera leandrii Humbert:[3] Sie ist nur von der Typusaufsammlung in Madagaskar in der Provinz Antananarivo bekannt.[5]
- Gerbera latiligulata Y.C.Tseng: Sie wurde 1986 erstbeschrieben. Dieser Endemit gedeiht in Felsspalten nur in Qiaojia in Yunnan.[1]
- Gerbera linnaei Cass. (Syn.: Gerbera asplenifolia (Lam.) Spreng.)[3] Dieser Endemit kommt nur in der südafrikanischen Provinz Westkap vor.[7]
- Gerbera maxima (D.Don) Beauverd:[3] Sie kommt in Indien, Pakistan, Bhutan, Nepal, Tibet und Thailand vor.[1]
- Gerbera natalensis Sch.Bip. (Syn.: Gerbera tuberosa Klatt, Gerbera viridifolia subsp. natalensis (Sch.Bip.) H.V.Hansen): Sie kommt in Eswatini und in den südafrikanischen Provinzen KwaZulu-Natal, Limpopo, Mpumalanga und Ostkap vor.[7][8]
- Gerbera nivea (Wall. ex DC.) Sch.Bip.[3] Sie kommt in Indien, Bhutan, Nepal, im südlichen Tibet und in den chinesischen Provinzen westliches Sichuan sowie nordwestliches Yunnan vor.[1]
- Gerbera parva N.E.Br.[3] Dieser Endemit kommt nur in der südafrikanischen Provinz KwaZulu-Natal vor.[7]
- Gerbera perrieri Humbert:[3] Sie kommt im nördlichen Madagaskar in den Provinzen Antsiranana sowie Mahajanga vor.[5]
- Gerbera petasitifolia Humbert:[3] Sie ist nur von maximal fünf Fundorten im nördlichen Madagaskar in den Provinzen Antsiranana, Mahajanga und Toliara bekannt.[5]
- Gerbera piloselloides (L.) Cass. (Syn.: Gerbera aberdarica R.E.Fr., Gerbera amabilis Hance, Gerbera candollei (DC.) Sch.Bip., Gerbera hirsuta (Forssk.) Less., Gerbera humilis Sch.Bip., Gerbera ovalifolia DC., Gerbera peregrina Steenis, Gerbera schimperi Sch.Bip., Gerbera piloselloides var. concolor Sch.Bip., Gerbera piloselloides var. discolor DC., Gerbera piloselloides (L.) Cass. var. piloselloides): Sie ist vom tropischen Afrika bis ins südliche Afrika und in Madagaskar weitverbreitet.[7][8][3][5]
- Gerbera raphanifolia Franch.[3] Dieser Endemit gedeiht in Wäldern in Höhenlagen von etwa 2700 Metern nur im nordwestlichen Yunnan.[1]
- Gerbera rupicola T.G.Gao & D.J.N.Hind: Dieser Name ersetzt seit 2011 den 1986 ungültig veröffentlichten Namen Gerbera macrocephala Y.C.Tseng non Gerbera macrocephala Lessing. Dieser Endemit gedeiht an steilen Felswänden in Schluchten nur in Lijiang sowie Zhongdian im nordwestlichen Yunnan.[1]
- Gerbera serrata (Thunb.) Druce (Syn.: Gerbera asplenifolia var. linearis Harv., Gerbera ferruginea DC., Gerbera ferruginea var. linearis (Harv.) Dummer):[3] Dieser Endemit kommt nur in der südafrikanischen Provinz Westkap vor.[7]
- Gerbera tanantii Franch.: Sie kommt in Yunnan vor.[1]
- Gerbera tomentosa Johnson, N.R.Crouch & T.J.Edwards: Sie wurde 2014 erstbeschrieben. Dieser Endemit kommt nur in der südafrikanischen Provinz KwaZulu-Natal vor.[11]
- Gerbera tomentosa DC.:[3] Sie kommt nur in der Capensis in den südafrikanischen Provinzen Ost- und Westkap vor.[7]
- Gerbera viridifolia (DC.) Sch.Bip. (Syn.: Gerbera abyssinica Sch.Bip., Gerbera burchellii Dummer, Gerbera glandulosa Dummer, Gerbera plantaginea Harv., Gerbera speciosa S.Moore, Gerbera viridifolia (DC.) Sch.Bip. subsp. viridifolia): Sie ist vom tropischen Afrika bis ins südliche Afrika weitverbreitet.[3][7][8]
- Gerbera wrightii Harv.:[3] Dieser Endemit gedeiht über Sandstein nur auf der Kap-Halbinsel in der südafrikanischen Provinz Westkap.[7]

Die Arten der Gattung Leibnitzia Cass. gehören nicht mehr in die Gattung Gerbera:
- Leibnitzia anandria (L.) Turc. (Syn.: Gerbera anandria (L.) Sch.Bip., Gerbera bellidiastrum Benth., Gerbera cavaleriei Vaniot & H.Lév., Gerbera integripetala Hayata, Gerbera laevipes Gand., Gerbera anandria var. integripetala Yamamoto)
- Leibnitzia cryptogama Cass.
- Leibnitzia knorringiana (B.Fedtsch.) Pobed. (Syn.: Gerbera knorringiana B.Fedtsch.)
- Leibnitzia lyrata (Sch.Bip.) G.L.Nesom (Syn.: Gerbera lyrata Sch.Bip., Leibnitzia seemannii (Sch.Bip.) G.L.Nesom)
- Leibnitzia nepalensis (Kunze) Kitamura: (Syn.: Gerbera connata Y.C.Tseng, Gerbera curvisquama Hand.-Mazz., Gerbera kunzeana A.Braun & Ascherson, Leibnitzia kunzeana (A.Braun & Ascherson) Pobedimova, Cleistanthium nepalense Kunze)
- Leibnitzia occimadrensis G.L.Nesom: Sie wurde aus Mexiko erstbeschrieben.
- Leibnitzia phanerogama Cass.
- Leibnitzia pusilla (Wall. ex DC.) S.Gould ex Kitam. & Gould (Syn.: Gerbera anandria var. bonatiana Beauverd, Gerbera bonatiana (Beauverd) Beauverd, Gerbera lanuginosa var. pusilla (DC.) Hook., Gerbera pusilla (DC.) Sch.Bip., Gerbera saxatilis C.C.Chang ex Y.C.Tseng, Gerbera serotina Beauverd, Leibnitzia bonatiana (Beauverd) Kitamura, Leibnitzia serotina (Beauverd) Kitamura, Oreoseris pusilla Wall. ex DC.)
- Leibnitzia ruficoma (Franch.) Kitamura (Syn.: Gerbera ruficoma Franch.)

Auch nicht mehr in die Gattung Gerbera gehört:
- Trichocline hieracioides (Kunth) Ferreyra (Syn.: Gerbera hieracioides (Kunth) Zardini)

## Nutzung als Zierpflanze

### Gartenbauliche Geschichte der Gerbera
Vor 1737 ist die Gerbera als Afrikanische / Äthiopische Aster bekannt; im Jahre 1737 wurde sie erstmals vom Holländer Jan Frederik Gronovius beschrieben und erhielt von ihm zu Ehren des Mediziners und Botanikers Traugott Gerber (1710–1743) den Namen „Gerbera“. Ein Jahr später nahm Gerbers Freund Carl von Linné die Art in seine Systematik auf.
1884 fand Robert James, ein Pflanzenhändler aus Durban in Südafrika, einen aparten Korbblütler auf den Goldfeldern von Barberton in Transvaal. Er schenkte „Barberton Daisy“, das Barberton-Gänseblümchen, dem Botanischen Garten in Durban; dessen Leiter erkannte in ihr eine Gerbera. 1886 gelangte ein erstes Herbar-Exemplar in den königlichen Garten nach Kew bei London.
1889 wurden die ersten Gerbera registriert, beschrieben und der Öffentlichkeit vorgestellt. Diese erste wissenschaftliche Beschreibung stammt von J. D. Hooker im Curtis Botanical Magazine. Er beschreibt die südafrikanische „Barberton Daisy“ (heute Gerbera jamesonii).
1890 begannen erste Kreuzungsversuche durch Irwin Lynch am Botanischen Garten von Cambridge. 1893 gelangten die Gerbera nach Deutschland, die erste Gerberapflanze wurde von Ferdinand Friedrich Haage in Erfurt kultiviert.
Gerbera-Sorten sind nicht winterhart.
Die Gerbera gehört weltweit zu den beliebtesten Schnittblumen. Seit den 1990er Jahren werden einige Sorten auch als Zimmerpflanzen angeboten.
2009 begannen Händler eine Sortengruppe der Gerbera anzubieten, welche in Gebieten mit geringem Frost winterhart ist (Garvinea ®). Sie kann im Freien ungeschützt jedoch nur bis −5 °C überwintern.
Die zahlreichen Züchtungen sind meistens Kreuzungen zwischen Gerbera jamesonii und anderen südafrikanischen Gerbera-Arten wie Gerbera viridifolia. Die Kreuzungen werden Gerbera-Hybriden genannt.

### Verwendung als Schnittblume
Zur Stabilisierung des Stängels werden die Stängel der Gerbera-Blüten mit einem Blumendraht spiralig umwunden, der oben in den Blütenkorb eingestochen wird oder er wird anders stabilisiert. Gerbera sind mit anderen Schnittblumen in Vasen gut verträglich.